# セルソース
セルソース株式会社は、東京都渋谷区に本社を置くバイオスタートアップ。再生医療関連事業を展開。
医療機関向けに、脂肪由来幹細胞・滑膜由来幹細胞・血液等の加工受託サービス、関連する法規対応や経営管理の支援を行うコンサルティングサービスなどを提供している。
現在の主な事業対象領域は整形外科（変形性関節症、スポーツ傷害等）、形成外科（乳房再建）、産科・婦人科（不妊治療）であり、提携医療機関数は1,800院を超える。

あわせて、エクソソームの臨床応用に向け学術機関との共同研究も行われている。

2024年2月より、卵子凍結保管受託サービス「卵子凍結あんしんバンク」を提供開始している。同サービスは企業の福利厚生として伊藤忠商事などにも導入されている。

## 事業概要
再生医療を提供する医療機関向けに、再生医療に用いるための脂肪由来幹細胞の抽出・培養や血液の加工受託サービスの提供と「再生医療等の安全性の確保等に関する法律」の対応サポート、医療機関への経営支援を行う「再生医療関連事業」を展開している。なお、同社の施設は厚生労働大臣より特定細胞加工物製造許可（施設番号：FA3160006）を受けている。

創業4期目である2019年10月、東証マザーズ（現・東証グロース）市場へ上場。

2023年10月、東証プライム市場へ市場区分変更を行った。

主な事業領域は整形外科（変形性関節症、スポーツ傷害等）。2020年12月よりスポーツチームへのメディカルバックアップ提携を開始し、サッカーJ1リーグのガンバ大阪や北海道コンサドーレ札幌など多数のチームと提携している。

バスケットBリーグの茨城ロボッツ、GMOインターネットグループの陸上長距離チーム、青山学院大学駅伝チームなど幅広い競技・団体で同社の提携が発表されている。

整形外科以外への事業領域も拡大しており、2019年より大学附属病院と提携し形成外科における乳房再建、2020年には産科・婦人科における不妊治療に対してサービスの提供を開始している。

また、動物医療分野への展開についても発表。ペット保険シェアNo.1企業を子会社に持つアニコム ホールディングスと業務提携し、動物向けの血液加工技術等を利用した治療法や次世代医療、並びに高度先進医療に対応した保険の開発を目指す。

2022年2月には住友生命グループと「セルソースPFC-FD保険」を共同開発。

業界初のバイオセラピー保険であり、自由診療の経済的負担を軽減する保険商品として、現在時点で複数のスポーツ団体の加入が発表されている。

ほか事業提携も積極的に行われており、装着型サイボーグ「HAL」のサイバーダイン、女性向け医療の富士製薬工業との提携の他、オムロン ヘルスケア と共同で変形性膝関節症治療に関する調査実施について発表している。

医薬・医療・創薬の支援事業を世界展開する住商ファーマインターナショナルとの脂肪由来幹細胞の分譲契約を締結しており、同社より研究用途として国内外の大学等の研究機関や企業等に対し脂肪由来幹細胞が提供開始されている。

行政機関の再生医療関連プロジェクトにも複数の参画実績があり、大阪府「未来医療国際拠点」の運営を担う「未来医療推進機構」のメンバーにも選出されている。

また、スキンケア化粧品や化粧品原料の開発も行っており、自社ブランド「Signalift」、ヒカル (YouTuber)と共同開発の「リザードビューティ クリーム」、原料を提供した株式会社 協和「ヒト幹細胞培養エキス原液 LP」などが発表されている。

日経新聞「NEXT1000」において、成長期待の指標である直近1年のPBR平均上昇幅（前年比）で1位を獲得している。

患者に新たなソリューションを提供したいとの思いから再生医療にたどり着いた。シーズではなく“マーケット発”ベンチャー。バイオベンチャーには珍しい黒字経営で、増収増益を続ける。資金調達ではなく利益を出して研究開発に投資するのもこだわりの一つとしている。

## 主な共同研究等
- 自治医科大学　Muse様細胞に関する共同研究[26]
- ロート製薬　脂肪組織由来細胞評価法の共同研究[27]
- 大阪大学　細胞が放出する小胞「エクソソーム」を用いた治療の確立に向けた共同研究[28]
- 順天堂大学　不妊治療の手法に関しての共同研究[29]
- 順天堂大学　スポーツ医学・再生医療講座開設[30]
- 大阪大学　エクソソーム等を用いた慢性閉塞性肺疾患(COPD)治療に関する共同研究[31]
- 順天堂大学　エクソソームを用いた脳梗塞後遺症・パーキンソン病の治療についての共同研究[32]

## 役員構成
- 代表取締役社長CEO　澤田貴司
- 代表取締役CXO 裙本理人
- 取締役会長　山川雅之
- 社外取締役　村上憲郎
- 取締役（常勤監査等委員）　雨宮猛
- 社外取締役（監査等委員）　尾﨑恒康
- 社外取締役（監査等委員）　藤沢久美

## 取得特許
- 成長因子混合物およびその調製方法(特許第6391872号)
- 細胞組織を含む流動体のための剪断装置(特許第6286094号)
- 加工受発注システム(特許第6402874号)
- 収容提案システム(特許第6323824号)

## 所属アスリート
- 神野大地（プロランナー）
2015年正月開催の箱根駅伝競走第5区の山登り区間において区間新記録を打ち立て「三代目山の神」と呼ばれた、元青山学院陸上競技部主将の神野大地が所属。神野は「私の夢と挑戦に強く共感してくれたセルソースとともに、世界を舞台に活躍できるマラソンランナーを目指します。」とコメントを発表している。[33]

- 立石諒（競泳）
2012年ロンドンオリンピック 競泳日本代表として出場し、男子200m平泳ぎにて銅メダルを獲得した立石諒が所属。引退後にセルソース所属として復帰するにあたり「僕自身、４年も離れていてやれるのかという不安しかありませんでしたが、応援し、怪我のサポートをして下さる環境を頂けるのならば、もう一度頑張ってみたいという気持ちになり、今回の復帰を決断するに至りました」と発表している。[34]

## 主なメディア掲載

### 新聞
- 2022年2月28日 日本経済新聞「直近1年の平均PBR上昇企業　続く逆風、技術で越える　1位セルソース　細胞加工、再生医療を支援」
- 2022年2月28日 日本経済新聞「成長期待の指標PBR　セルソース、上昇幅首位」
- 2019年4月11日 日刊工業新聞「再生医療の今　バイオベンチャー（１）セルソース社長・裙本理人氏」
- 2018年3月19日 日経産業新聞「セルソース、再生医療の法手続き支援」

### WEB
- 2021年11月30日 Number Web「松坂大輔41歳が振り返る 何度ものケガとどう向き合ってきたか？」（松坂大輔・セルソース裙本代表対談）
- 2021年10月11日 東京証券取引所 上場会社トップインタビュー「創」「再生医療分野で世界初の『セントラルキッチン方式』ビジネスを実現、非連続な飛躍的成長を目指す」
- 2020年2月26日 会社四季報ONLINE「IPO社長の横顔 再生医療ベンチャーでも黒字成長はできる」
- 2020年2月9日 NewsPicks「シゴテツ-仕事の哲人- セルソース社長CEO 裙本理人」
- 2019年10月28日 STOCK VOICE「新規上場企業トップインタビュー」
- 2018年3月26日 ビジネスインサイダージャパン「その『再生医療工場』は渋谷にあった —— セルソース社 驚きの“合理化 経営”」

### 雑誌
- 2021年11月29日 週刊東洋経済「再生医療の症例数に強み　領域拡大、M&Aも視野」
- 2020年2月25日 週刊東洋経済「セルソース 再生医療で創業初年度黒字の離れ業」

### テレビ
- 2019年4月25日 テレビ東京系列 ワールドビジネスサテライト「最先端医療支える “再生医療工場”が渋谷に！」

### YouTube
- 2022年4月19日 ヒカルチャンネル「【完全公開】汚すぎた肌はなぜここまで綺麗になったのか？（アトピー乾燥肌ニキビ跡がほぼ完治）」